# Clamshell

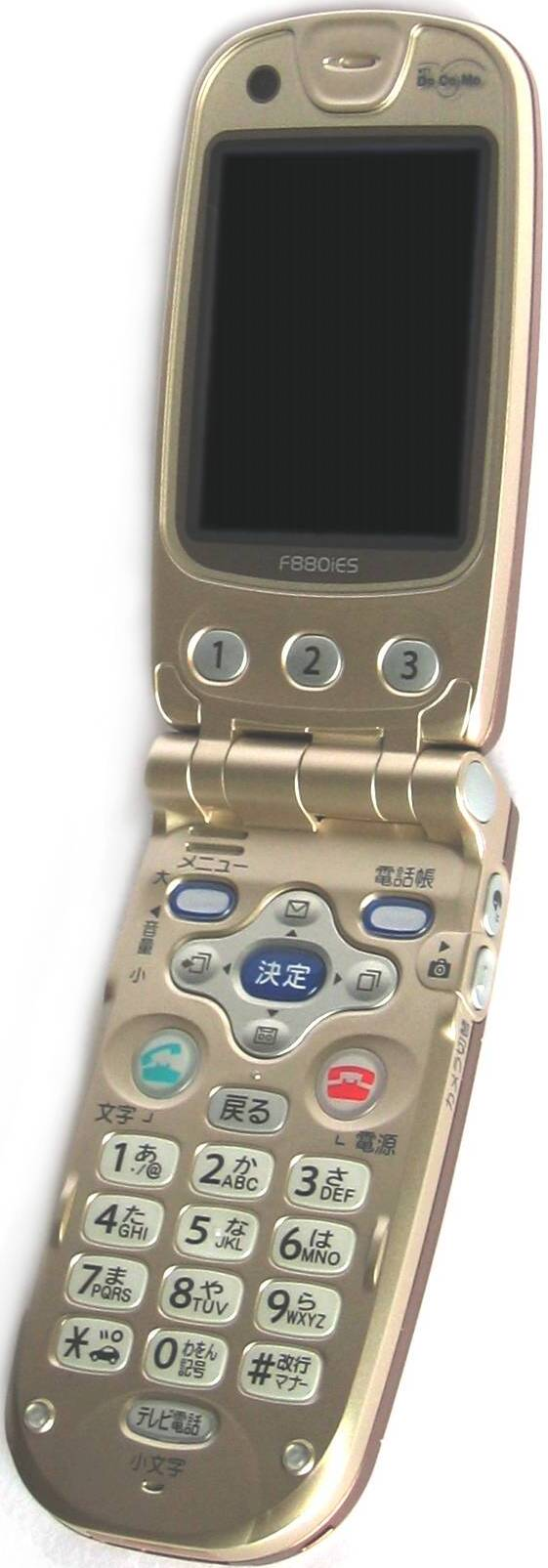
Un teléfono clamshell,, abierto.

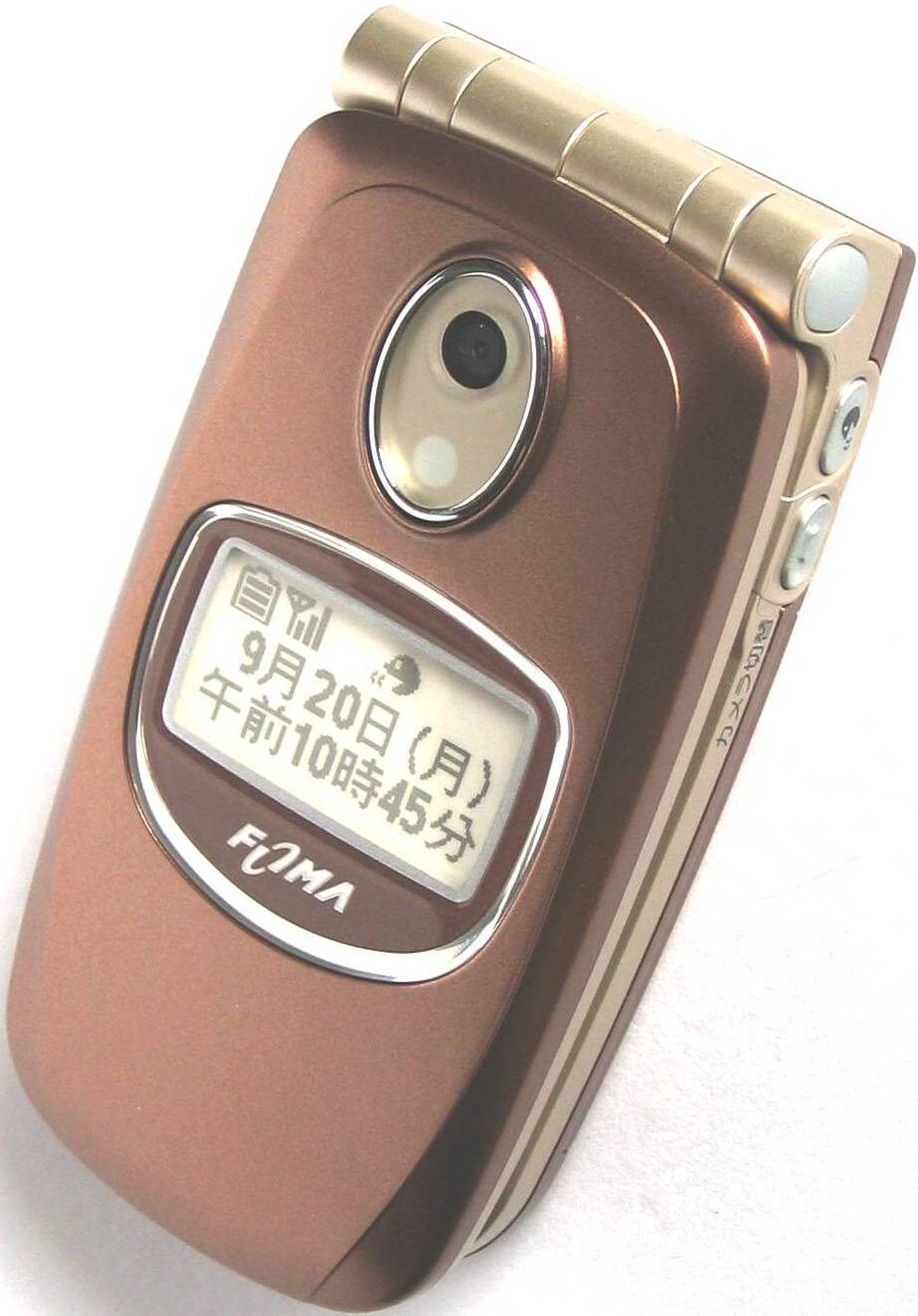
Un teléfono clamshell, cerrado.

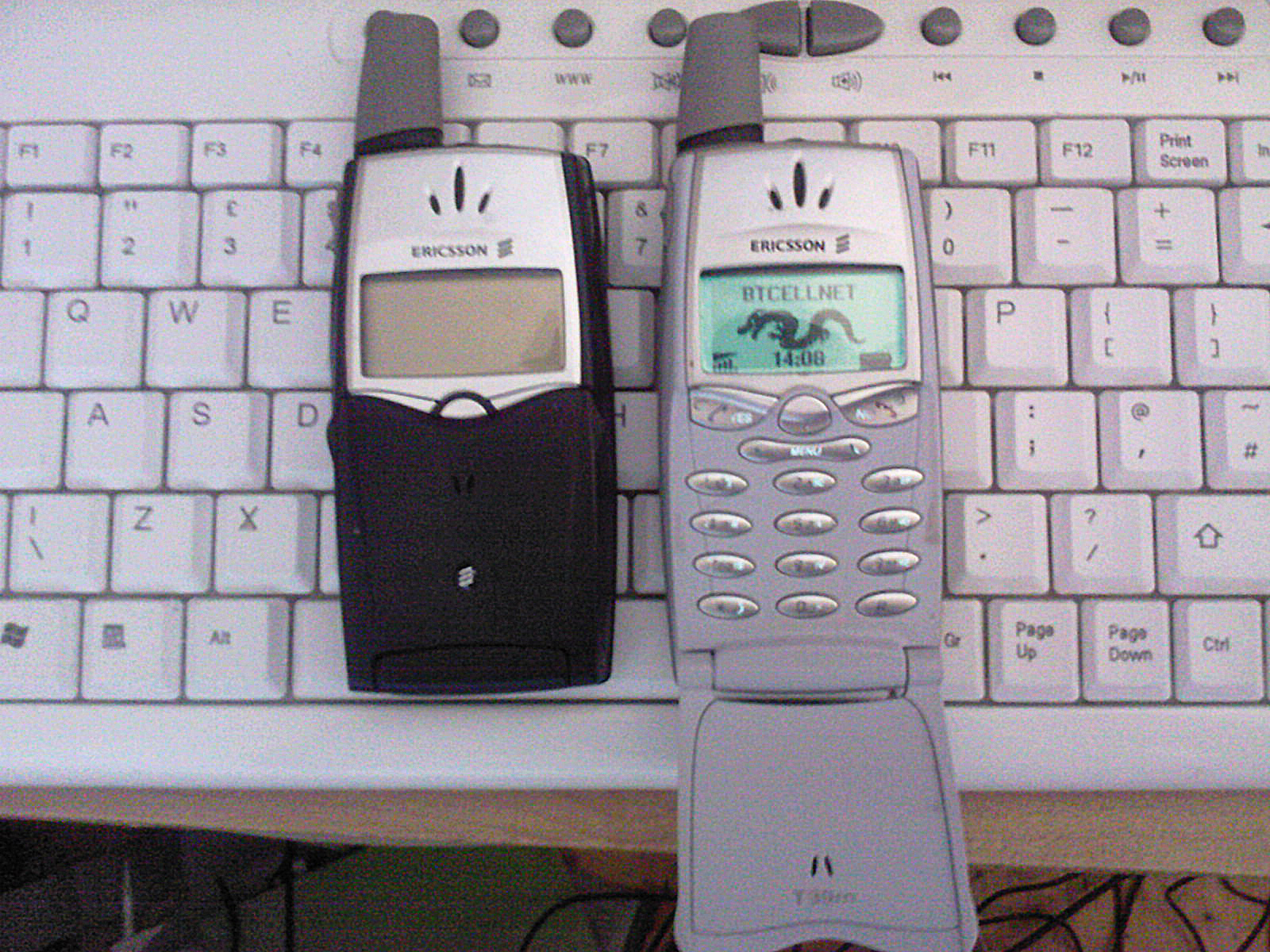
Imagen de un Ericsson T39 cerrado y otro abierto. Se trataba de un teléfono flip (con tapita protectora), no un clamshell.

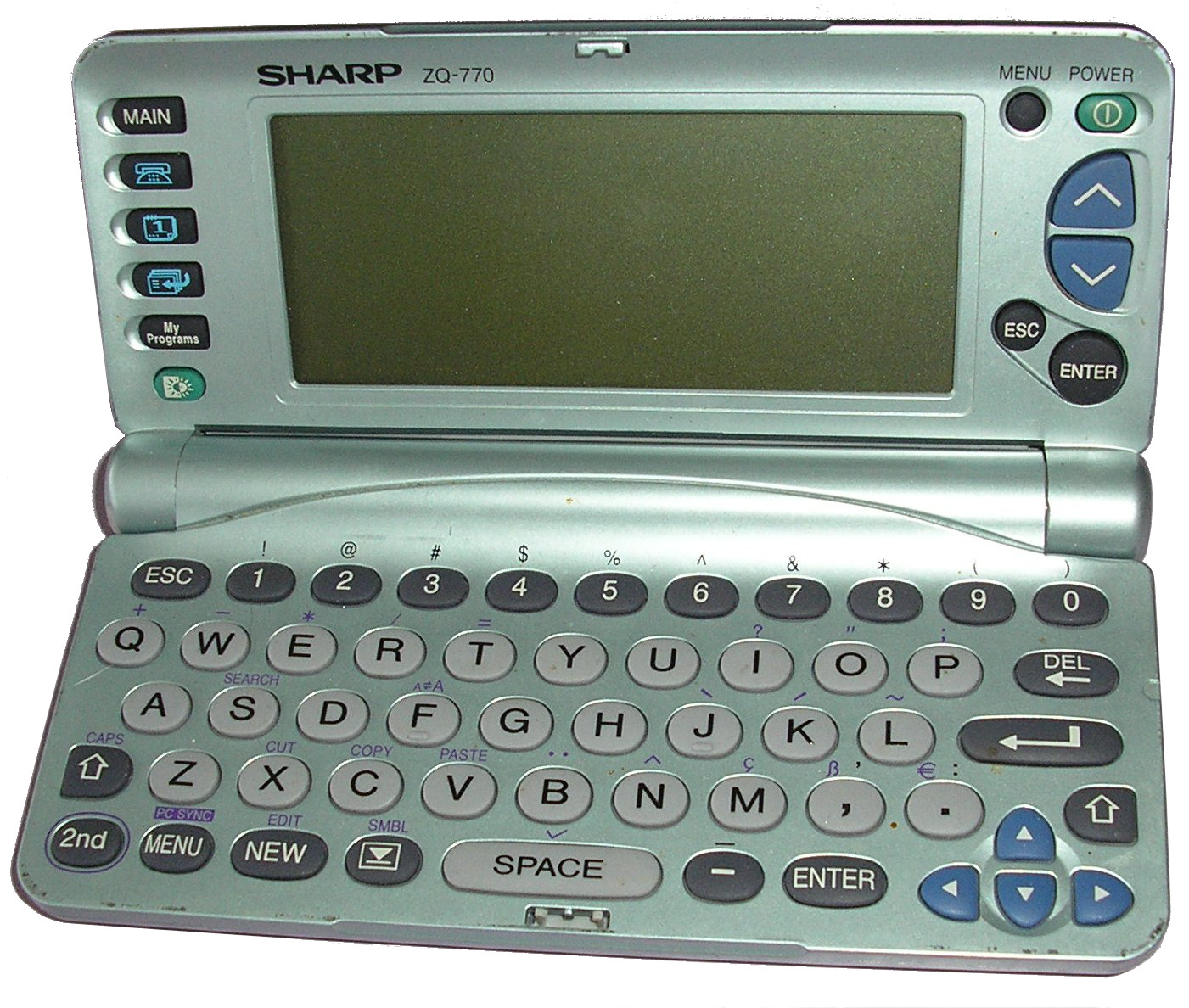
Organizador electrónico "Sharp" abierto (vendido como Sharp Wizard en EEUU) modelo QZ-770.

Un clamshell ("concha de almeja" en inglés) o teléfono almeja es un tipo de dispositivo (en sistemas electrónicos) que tiene dos o más secciones que se pliegan via una bisagra. Motorola tiene los derechos registrados del término "flip phone".
Este diseño es muy usado en el sector tecnológico, especialmente en sistema portátiles tal como teléfonos móviles, Computadoras portátiles, subnotebooks, Sistemas de juegos portátiles como el Game Boy Advance SP y la Nintendo DS. Cuando el dispositivo se abre, está preparado para su uso. La interfaz con el usuario está dentro del dispositivo, que al abrirse ofrece más superficie que cuando está cerrado. Los componentes de la interfaz, tal como teclado y pantalla, están protegidos cuando el dispositivo está cerrado, protegiéndolos del entorno y facilitando su transporte.

## Historia
Este tipo de dispositivo, fue utilizado por primera vez en la fabricación de ordenadores portátiles, por el fabricante GRiD (quien tiene la patente actualmente) en el modelo Grid Compass 1100 en 1982.[cita requerida]
Se considera generalmente que el diseño clamshell de teléfonos ha sido inspirado por el comunicador de la serie Star Trek. Una diferencia clave, empero, es que la parrilla que se abre en el comunicador es solamente una antena, según The Star Trek Star Fleet Technical Manual, mientras la parte superior de teléfono clamshell contiene mucho de la funcionalidad del teléfono en sí mismo (la antena es unas veces interna y otras se extiende desde el tope de la mitad inferior del teléfono).
El primer modelo Motorola en presentar el diseño en concha de almeja fue el Motorola StarTAC, creado en 1996, aunque General Telephone & Electronics (GTE) retuvo la marca comercial desde la década de 1970 por su "Flip Phone" (uno de los primeros pequeños teléfonos electrónicos de mano), hasta 1993. 
El diseño ha sido desde entonces copiado por otros fabricantes de teléfonos móviles, más notablemente Samsung, y Motorola es aún por demás conocida debido a sus modelos en concha de almeja, tales como el RAZR.
El diseño en concha de almeja también ha sido usado en la serie Nokia Communicator, con el primer modelo lanzado en 1996. Los modelos más tempranos fueron muy caros y Nokia no adoptó el tradicional diseño de teléfono clamshell hasta 2004
Un tipo de teléfono que tenga la bisagra en el lateral, como el modelo LG Voyager (VX10000) es llamado "clamshell lateral ".

## Usos
Este factor de forma se halla estrechamente asociado con el mercado de celulares, aunque el diseño también es usado en algunos teléfonos de línea terrestre, particularmente los inalámbricos.[cita requerida]
Otros artilugios tales como relojes de bolsillo, tostadoras de emparedados y la parrilla "George Foreman" han utilizado durante largo tiempo un diseño en concha de almeja;  un concepto muy similar es usado en coches de carrera y de calle, como el Ford GT40 y el coche Enzo Ferrari, donde todo el extremo trasero puede ser levantado a fin de acceder al compartimiento del motor y al sistema de suspensión del vehículo.
El mismo es además un nombre informal para los autos familiares grandes fabricados por General Motors (desde 1971 a 1976), que presentaban una puerta trasera compleja, en dos piezas que desaparecían, conocida oficialmente como la puerta trasera "Glide Away".

## Formas alternativas en teléfonos móviles
- Barra, en forma de ladrillo o bloque.
- Slide, dos partes que se deslizan una sobre otra.
- Swivel, dos partes que se rotan una sobre otra.